# Cratere Johnson
Johnson  è un cratere sulla superficie di Venere. Deve il suo nome all'aviatrice britannica Amy Johnson, prima donna a volare dall'Inghilterra all'Australia nel maggio 1930.